# Simisti
Koordinaten: 58° 33′ N, 23° 19′ O
Simisti (bis 1977 Simiste; deutsch Simmiste) ist ein Dorf (estnisch küla) auf der drittgrößten estnischen Insel Muhu. Es gehört zur gleichnamigen Landgemeinde (Muhu vald) im Kreis Saare (Saare maakond).

## Beschreibung
Der Ort hat 26 Einwohner (Stand 31. Dezember 2011). Er liegt fünf Kilometer westlich des Fährhafens Kuivastu.
Das historische Schulhaus von Simisti befindet sich heute auf dem Gebiet des Nachbardorfes Rässa.